# Ecomusei del Piemonte
Gli Ecomusei del Piemonte sono degli ecomusei che hanno sede in Piemonte in Italia. Il Piemonte è stata la prima regione in Italia a dotarsi di leggi regionali per l'istituzione e il riconoscimento degli ecomusei (Legge Regionale 14 marzo 1995 e Legge Regionale 17 agosto 1998)
| Ecomuseo                                      | Marchio | Sede (Comune)    | Provincia/e | Territorio                          | Area tematica                                    | Rappresentante legale | Gestione                          | Riconoscimento | Rete                   |
| --------------------------------------------- | ------- | ---------------- | ----------- | ----------------------------------- | ------------------------------------------------ | --------------------- | --------------------------------- | -------------- | ---------------------- |
| Ecomuseo dell'Alta Val Maira                  |         |                  |             |                                     |                                                  |                       |                                   |                |                        |
| Ecomuseo dell'Alta Val Sangone                |         |                  |             |                                     |                                                  |                       |                                   |                |                        |
| Ecomuseo del Basso Monferrato Astigiano       |         |                  |             |                                     |                                                  |                       |                                   |                |                        |
| Ecomuseo del Biellese                         |         |                  |             |                                     |                                                  |                       |                                   |                |                        |
| Cascina Moglioni                              |         |                  |             |                                     |                                                  |                       |                                   |                |                        |
| Ecomuseo Terra del Castelmagno                |         | Monterosso Grana | Cuneo       | Valle Grana                         |                                                  |                       | Associazione culturale La Cevitou |                | Rete ecomusei Piemonte |
| Ecomuseo della pietra e della calce di Visone |         | Visone           | Alessandria | Comune di Visone                    | Pietra e calce                                   | Sindaco di Visone     | Comune di Visone                  |                |                        |
| Ecomusei dei Certosini nella Valle Pesio      |         |                  |             |                                     |                                                  |                       |                                   |                |                        |
| Ecomuseo Colomban Romean                      |         | Salbertrand      | Torino      | Val di Susa                         |                                                  |                       |                                   |                |                        |
| Ecomuseo dei Feudi Imperiali                  |         |                  |             |                                     |                                                  |                       |                                   |                |                        |
| Ecomuseo del marmo di Frabosa Soprana         |         |                  |             |                                     |                                                  |                       |                                   |                |                        |
| Ecomuseo del Freidano                         |         |                  |             |                                     |                                                  |                       |                                   |                |                        |
| Ecomuseo del Granito di Montorfano            |         |                  |             |                                     |                                                  |                       |                                   |                |                        |
| Ecomuseo del Lago d'Orta e Mottarone          |         |                  |             |                                     |                                                  |                       |                                   |                |                        |
| Ecomuseo delle Miniere e della Val Germanasca |         |                  |             |                                     |                                                  |                       |                                   |                |                        |
| Ecomuseo dell'Argilla Munlab                  |         |                  |             |                                     |                                                  |                       |                                   |                |                        |
| Ecomuseo della Pastorizia                     |         |                  |             |                                     |                                                  |                       |                                   |                |                        |
| Ecomuseo della Pietra da Cantoni              |         | Cella Monte      | Alessandria |                                     |                                                  |                       |                                   |                |                        |
| Ecomuseo Rocche del Roero                     |         |                  | Cuneo       |                                     |                                                  |                       |                                   |                | Si                     |
| Ecomuseo Ed Leuzerie e di Scherpelit          |         |                  |             |                                     | Ecomuseo della Pietra Ollare e degli Scalpellini |                       |                                   |                |                        |
| Ecomuseo della Segale                         |         |                  |             |                                     |                                                  |                       |                                   |                |                        |
| Ecomuseo dei Terrazzamenti e della Vite       |         |                  |             |                                     |                                                  |                       |                                   |                |                        |
| Ecomuseo delle Terre al Confine               |         |                  |             |                                     |                                                  |                       |                                   |                |                        |
| Ecomuseo delle Terre d'Acqua                  |         |                  |             |                                     |                                                  |                       |                                   |                |                        |
| Ecomuseo urbano di Torino                     |         | Torino           | Torino      | Torino                              |                                                  |                       |                                   |                |                        |
| Ecomuseo Valle Elvo e Serra                   |         |                  | Biella      | Fa parte dell'Ecomuseo del Biellese |                                                  |                       |                                   |                |                        |